# Stranger Things (3. évad)
A Stranger Things amerikai sci-fi-horror webes televíziós sorozatának 3. évadja a Netflix webes streaming szolgáltatásán 2019. július 4-én indult. A sorozatot a Duffer testvérek készítették akik Shawn Levy, Dan Cohen és Iain Paterson mellett gyártásvezetők. A sorozat harmadik évadja 2019. július 4-én jelent meg magyar felirattal, majd 2019. július 26-án magyar szinkronnal.

## Szereplők

### Főszereplők
| Színész            | Karakter         | Magyar szinkronhang |
| ------------------ | ---------------- | ------------------- |
| Winona Ryder       | Joyce Byers      | Zsigmond Tamara     |
| David Harbour      | Jim Hopper       | Debreczeny Csaba    |
| Finn Wolfhard      | Mike Wheeler     | Bauer Gergő         |
| Millie Bobby Brown | Tizenegy         | Vida Sára           |
| Gaten Matarazzo    | Dustin Henderson | Kálmán Barnabás     |
| Caleb McLaughlin   | Lucas Sinclair   | Tóth Márk           |
| Noah Schnapp       | Will Byers       | Gerő Botond         |
| Sadie Sink         | Max Mayfield     | Stern Anna          |
| Natalia Dyer       | Nancy Wheeler    | Andrusko Marcella   |
| Charlie Heaton     | Jonathan Byers   | Márkus Sándor       |
| Joe Keery          | Steve Harrington | Ágoston Péter       |
| Dacre Montgomery   | Billy Hargrove   | Novkov Máté         |
| Maya Hawke         | Robin Buckley    | Mórocz Adrienn      |
| Priah Ferguson     | Erica Sinclair   | Kobela Kíra         |
| Cara Buono         | Karen Wheeler    | Söptei Andrea       |

### Visszatérő szereplők
| Színész         | Karakter          | Magyar szinkronhang |
| --------------- | ----------------- | ------------------- |
| Brett Gelman    | Murray Bauman     | Jászberényi Gábor   |
| Paul Reiser     | Dr. Sam Owens     |                     |
| Cary Elwes      | Mayor Larry Kline | Kaszás Gergő        |
| Jake Busey      | Bruce             |                     |
| Priah Ferguson  | Erica Sinclair    |                     |
| Francesca Reale | Heather           |                     |
| Michael Park    | Tom Holloway      |                     |

## Epizódok
| Sor. | Év. | Cím                                                                                             | Rendező          | Író              | Premier                          |
| ---- | --- | ----------------------------------------------------------------------------------------------- | ---------------- | ---------------- | -------------------------------- |
| 18.  | 1.  | Első fejezet: Suzie, hallasz? (Chapter One: Suzie, Do You Copy?)                                | Duffer testvérek | Duffer testvérek | 2019. július 4. 2019. július 26. |
| 19.  | 2.  | Második fejezet: A plázapatkányok (Chapter Two: The Mall Rats)                                  | Duffer testvérek | Duffer testvérek | 2019. július 4. 2019. július 26. |
| 20.  | 3.  | Harmadik fejezet: Az eltűnt úszómester esete (Chapter Three: The Case of the Missing Lifeguard) | Shawn Levy       | William Bridges  | 2019. július 4. 2019. július 26. |
| 21.  | 4.  | Negyedik fejezet: A szauna-teszt (Chapter Four: The Sauna Test)                                 | Shawn Levy       | Kate Trefey      | 2019. július 4. 2019. július 26. |
| 22.  | 5.  | Ötödik fejezet: A megnyúzott (Chapter Five: The Flayed)                                         | Uta Briesewitz   | Paul Dichter     | 2019. július 4. 2019. július 26. |
| 23.  | 6.  | Hatodik fejezet: Sokból egy (Chapter Six: E Pluribus Unum)                                      | Uta Briesewitz   | Curtis Gwinn     | 2019. július 4. 2019. július 26. |
| 24.  | 7.  | Hetedik fejezet: A harapás (Chapter Seven: The Bite)                                            | Duffer testvérek | Duffer testvérek | 2019. július 4. 2019. július 26. |
| 25.  | 8.  | Nyolcadik fejezet: A starcourti csata (Chapter Eight: The Battle of Starcourt)                  | Duffer testvérek | Duffer testvérek | 2019. július 4. 2019. július 26. |